# Warłaam Awanesow
Warłaam Aleksandrowicz Awanesow (właśc. Suren Karpowicz Martirosjan) (ros. Варлаа́м Алекса́ндрович Аване́сов (Сурен Карпович Мартиросян), ur. 5 kwietnia 1884 w obwodzie karskim, zm. 16 marca 1930 w Moskwie) – radziecki polityk.
Ormianin, członek partii dasznaków, w latach 1901–1903 członek Armeńskiej Partii Socjaldemokratycznej „Hynczak”, od 1903 członek SDPRR, mieńszewik. 
W latach 1907–1913 na emigracji w Szwajcarii, ukończył studia na wydziale medycznym uniwersytetu w Zurychu. Od 1914 członek SDPRR(b), w październiku 1917 kierownik wydziału prasy i informacji Piotrogrodzkiego Wojskowego Komitetu Rewolucyjnego, od 9 listopada 1917 do 31 grudnia 1920 sekretarz Prezydium WCIK. Od 1917 kierownik armeńskiego komitetu Ludowego Komisariatu ds. Narodowości RFSRR, 1919–1920 członek Kolegium Ludowego Komisariatu Kontroli Państwowej, przewodniczący Komisji ds. Ewakuacji przy Radzie Pracy i Obrony RFSRR. W latach 1920–1922 członek Kolegium Wszechzwiązkowej Komisji Nadzwyczajnej do walki z Kontrrewolucją i Sabotażem przy Radzie Komisarzy Ludowych RFSRR. Równocześnie 1920–1924 zastępca ludowego komisarza Inspekcji Robotniczo-Chłopskiej RFSRR. Następnie w latach 1924–1925, zastępca ludowego komisarza handlu zagranicznego ZSRR, od 1925 szef Głównej Inspekcji Najwyższej Rady Gospodarki Narodowej. Od 1925 do śmierci członek Prezydium Najwyższej Rady Gospodarki Narodowej i szef sektora zaopatrzenia tej rady. Pochowany na Cmentarzu Nowodziewiczym w Moskwie.